# 金通精
金通精（？—1273年），高麗王朝後期三別抄軍將領，三別抄軍反抗元朝統治的領導人。
1270年，親元派的高麗元宗下令解散三別抄軍。裴仲孫、金通精等三別抄軍將領對國王的軟弱政策是否不滿，率三別抄軍發動叛亂，佔據珍島，擁立承化侯王溫為國王，公開與蒙古、高麗朝廷決裂。高麗朝廷並沒有鎮壓三別抄軍，而是建議蒙古大汗忽必烈攻打日本，並借機在1271年求得了蒙古的軍事支持，攻陷珍島。
裴仲孫和王溫都在這場戰役中被殺，但金通精沒有死，率領殘部逃往濟州島，隨後驅逐了該島的耽羅國王，據島抗擊蒙古，給予了高麗、元朝聯軍以巨大損失。但1273年4月，聯軍終於攻陷了濟州島，金通精自殺，三別抄軍隨即徹底覆滅。
由於金通精率領三別抄軍反抗蒙古，現在被韓國學者頌揚為救國英雄。另一方面，金通精的軍事抵抗也使忽必烈遠征日本大大地推遲了。